# 巴尔巴藏代叙
巴尔巴藏代叙（法語：Barbazan-Dessus）是法国上比利牛斯省的一个市镇，属于塔布区（Tarbes）图尔奈县（Tournay）。该市镇总面积4.24平方公里，2009年时的人口为132人。

## 人口
巴尔巴藏代叙人口变化图示